# Plèuston

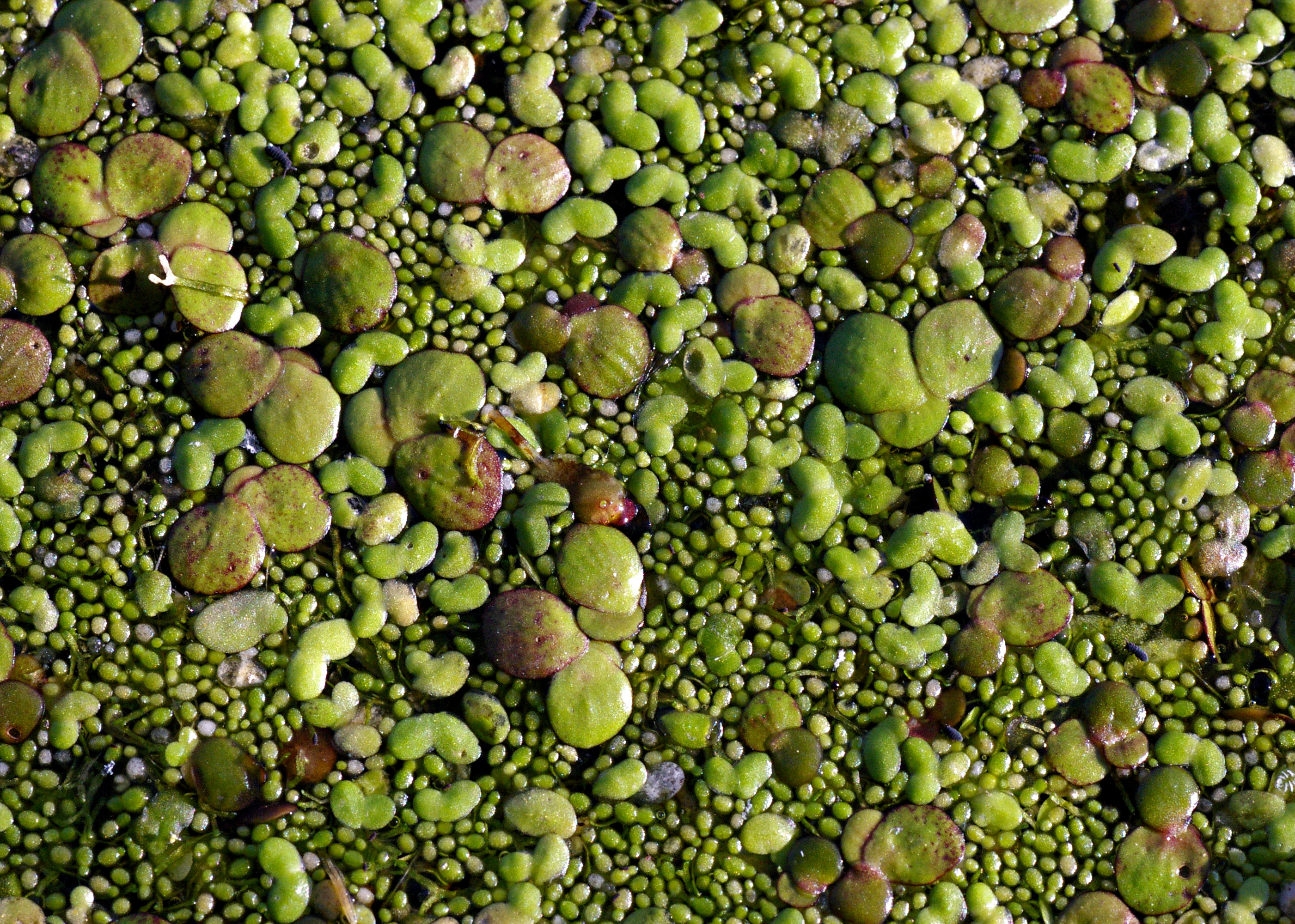
Llenties d'aigua en una bassa. De major a menor: Spirodela polyrhiza, Lemna minor i Wolffia arrhiza.

S'anomena plèuston al grup de plantes i animals, que tenen com a hàbitat la superfície de les aigües tant en mitjans marítims com continentals (llacs, basses, rierols, etc.). El plèuston està format tant per organismes vius macroscòpics com microscòpics.
Alguns exemples de plantes de tipus plèuston són alguns cianobacteris, les falgueres Azolla i Salvinia i les angiospermes dels gèneres Lemna, Wolffia, Pistia, Camalote i Hydrocharis.
Entre els animals es troben per exemple els insectes de l'ordre Hemiptera i de la família Gerridae (sabaters) que tenen la particularitat de poder caminar sobre la superfície de l'aigua sense enfonsar-se. Això és possible atesa una cera repel·lent a l'aigua que tenen a les extremitats i que impedeix que es trenqui la tensió superficial de la superfície aquosa. Un altre exemple és la borm de vela, que és un sifonòfor, que té una bufeta d'aire (anomenada neumatòfor o vela) la qual li permet surar a la superfície de l'oceà.

## Nèuston
El nèuston és el conjunt d'organismes microscòpics que componen el plèuston, i que, per tant, es troben just a la interfície aigua-aire. S'anomena epinèuston als organismes que viuen en la fase aèria (sobre la pel·lícula d'aigua), i hiponèuston als de la fase aquosa (just per sota l'aigua). El terme nèuston té les seves arrels en l'adjectiu grec νευστός "neustós" ("piscina") que deriva del verb νεύειν neúein ("inclinar").
A partir dels anys 1960 va comenzar a estudiar-se aquesta capa i el medi que la compon. De vegades es formen unes fines pel·lícules blavoses formades per fitoplàncton i bacteris amb una activitat molt elevada, la durada no excedeix d'unes poques hores. Aquestes formacions esporàdiques s'anomenen slicks i poden degradar el petroli cru en aigües contaminades.
Entre els organismes més comuns que componen el medi neustònico es troben les bacteris, els copèpodes i algunes algues diatomees. Entre els depredadors destaca el zooplàncton.